# تاكر ميرفي
تاكر ميرفي (بالإنجليزية: Tucker Murphy)‏ هو متزحلق بريطاني، ولد في 21 أكتوبر 1981 في دالاس في الولايات المتحدة.

## وصلات خارجية
- تاكر ميرفي على موقع الاتحاد الدولي للتزلج (التزلج الريفي) (الإنجليزية)
- تاكر ميرفي على موقع أوليمبيديا (الإنجليزية)
- تاكر ميرفي على موقع اتحاد ألعاب الكومنولث (مؤرشف) (الإنجليزية)